# 茶風林
茶風林（ちゃふうりん、1961年〈昭和36年〉12月4日 - ）は、日本の声優、俳優、ナレーターである。埼玉県出身。大沢事務所所属。本名・旧芸名は嶋澤 弘隆（しまざわ ひろたか）。
代表作は、『名探偵コナン』（目暮警部）、『ちびまる子ちゃん』（永沢くん、ヒデじい）、『スタートレック:エンタープライズ』（Dr.フロックス）、『サザエさん』（磯野波平〈2代目〉）などがある。

## 略歴

### 生い立ち
小学4年生の頃に舌癌の切除手術を受けたことから活舌が悪く、中学生時代はいじめられていたという。その頃、演劇部を舞台にした漫画『つらいぜ!ボクちゃん』を読んだことから演劇の道を志すようになり、高校の時に演劇部へ所属。そこから滝口順平による外郎売を収録したカセットテープなどを基に活舌を克服したという。東洋大学経済学部に進学後は演劇研究会に入り、夜中に舞台を組み、車のヘッドライトを当てながら演劇をしていた。

### キャリア
1986年に同大学経済学部卒業後、NHK主催の声優科もある専門学校に通い、アフレコの授業で春日正伸に師事。春日が演出するある現場へ見学に来たところ、出演者の中で一人欠員が出たため春日に突然出演を命じられ端役を担当、これが初アテレコとなり、その時以来春日から時々端役を充てられるようになったという。
専門学校卒業後は、芝居をしたかったため劇団新人会に所属。前進座や江戸村へ派遣されるなど全国を回る生活となり、中村梅之助の付き人も経験したという。その後は九プロダクションに所属していた。
声優としては、初期は通行人やガヤなど”モブ”の役を多く担当。『美味しんぼ』から名前のつく役をもらえるようになったといい、その後は『ちびまる子ちゃん』の永沢君・ひでじい役や『名探偵コナン』の目暮警部役などで知られるようになる。

### 現在まで
2009年、観客が日本酒を飲みながら聞ける怪談の朗読会『怪し会』を開始。2014年からは『酒林堂』と改称して主宰を務めている。
2014年2月16日以降、アニメ『サザエさん』では磯野波平役を急逝した永井一郎から引き継ぎ担当している。放映前に自らのTwitter上で、「大好きだった大先輩のバトンを大切に受け継ぎたいと思います」とコメントした。
2016年8月8日、『怪し会』での活動から、島根県松江市の松江観光大使にに就任。
2023年10月28日、『怪し会』『酒林堂』などの活動から、島根県のふるさと親善大使『遣島使』に就任。

## 人物・特色
芸名は、チャップリンに由来している。
声優としては、アニメやゲーム、吹き替え、ナレーションなど幅広い分野で活動。舞台では、自身の趣味であるタップダンスを生かす場面が見られることもある。その他の趣味はカエル、ガーデニング。特技は三味線。
中高年のキャラクターや三枚目、小悪党などを中心に個性的な役柄を多く演じ、「声優界の名バイプレイヤー」と称されることもある。
前述の過去もあるため、2017年時点でも声優のなかでは滑舌が悪い方だった。しかし、演劇が好きで芝居をやりたかったため、言葉が伝わるように、手術後のリハビリやトレーニングを続けていた。毎日発声の練習をしていることから、その後もプロとして活動していると語る。
たてかべ和也には声優業界で大変世話になったといい、本人は後に「足を向けて寝れない」と語っている。
これまで演じた中で特に印象深いキャラクターには、『ちびまる子ちゃん』の永沢くん、『名探偵コナン』の目暮警部、『サザエさん』の磯野波平を挙げている。
私生活では、35歳の時に結婚しており、娘がいる。

## 出演
太字はメインキャラクター。

### テレビアニメ
1985年
- おねがい!サミアどん

1987年
- エスパー魔美
- シティーハンター（1987年 - 1991年、ファン、男たち 他） - 4シリーズ

1988年
- 新まんがなるほど物語
- 美味しんぼ（1988年 - 1991年、居酒屋のオヤジ、肉屋、社員A、幹事E、客F、男A、ドライバー 他）
- ビリ犬（1988年 - 1989年、島田ダンキチ、ダブ 他） - 2シリーズ
- プロゴルファー猿（ギャラリー(1)、ボーイ、役員1、役員B、ゴルファーC、男、猿） - 2シリーズ

1989年
- おぼっちゃまくん（1989年 - 1991年、パイロット、角刈り、チャマンカーメン、医者、男 他）
- 青いブリンク（領民）
- 機動警察パトレイバー（作業員B、出前持ち、司令官）
- ジャングル大帝
- チンプイ（店主A 他）
- まじかるハット（1989年 - 1990年、ドグー）
- YAWARA!（1989年 - 1992年、鴨田、人々A）
- 笑ゥせぇるすまん（部長、権藤、五利 他）

1990年
- からくり剣豪伝ムサシロード（ショウトク、シンゲン）
- コボちゃんスペシャル 秋がいっぱい!!（竹男）
- ジャングルブック・少年モーグリ（ハイエナ、サルA、男、オオカミA、男A、番人A、猟師A、ガロの仲間A、オオカミB）
- それいけ!アンパンマン（1990年 - 1999年、台風おやじ〈初代〉、怪鳥、おんせんじいさん、船長、まりもじいさん〈初代〉、たくわん和尚〈初代〉、マグマン）
- ちびまる子ちゃん（1990年 - 、永沢くん、内藤、西城秀治〈ヒデじい〉、永沢一雄〈永沢くんの父〉、体育の先生〈初代〉、ひろあきのお父さん〈初代〉 他） - 2シリーズ
- 八百八町表裏 化粧師（岩吉 他）
- ピグマリオ（メデューサの下僕）
- ふしぎの海のナディア（ネオアトラン兵士）
- 藤子不二雄Aの夢魔子（社員A、部員A、生徒B）
- 平成天才バカボン（よっぱらい、執事）
- RPG伝説ヘポイ（1990年 - 1991年、ノーデンキング / ノーテン・キンギョ）

1991年
- えくぼおうじ（わわんが）
- 緊急発進セイバーキッズ（農林大臣 他）
- きんぎょ注意報!（ザリガニ、おじさん、警ちゃん、会長、歯科医 他）
- コボちゃんスペシャル 夢いっぱい!!（竹男）
- 少年アシベ（1991年 - 1992年、エイジ、越完治、王さん） - 2シリーズ
- ドラえもん（テレビ朝日版第1期）（1991年 - 2003年、寺野〈初代〉、浅野内匠頭、ころばぬ先の杖 他）
- どろろんぱっ!（大福寺藻奈寛）
- 21エモン（長老）
- まじかる☆タルるートくん（右足）
- 燃えろ!トップストライカー（ジョルジオ 他）
- 横山光輝 三国志（1991年 - 1992年）

1992年
- ウルトラマンキッズ 母をたずねて3000万光年（長老）
- クレヨンしんちゃん（団羅座也〈3代目〉、セミセミ星人 他）
- コボちゃん（1992年 - 1994年、竹男）
- さすらいくん
- スーパービックリマン（1992年 - 1993年、超法師、お祈り神父、狼男魔、Dハーケン、蜃鬼RO、ミイラ魔憎、フォーカス眼鬼 他）
- ママは小学4年生（大川先生）

1993年
- 機動戦士Vガンダム（ロメロ・マラバル）
- GS美神（1993年 - 1994年、厄珍、校長）
- 疾風!アイアンリーガー（1993年 - 1994年、ブルアーマー）
- しましまとらのしまじろう（1993年 - 、しまじろうのお父さん〈しまのしまたろう〉） - 4シリーズ
- ツヨシしっかりしなさい（江口〈夫〉、社長、木村医師、中野）
- 忍たま乱太郎（1993年 - 2025年、山左ヱ門、細井万丸、金楽寺の和尚、シイタケ城城主、茶乱網武〈チャミダレアミタケ城城主〉、ニセ山左ヱ門〈市之介〉 他）
- ノンタンといっしょ（郵便ポスト 他）
- 勇者特急マイトガイン（ゼンジー広東）

1994年
- 景山民夫のダブルファンタジー 南洋ホテル（吉野）
- カラオケ戦士マイク次郎（1994年 - 1995年、ヌカミソ先生）
- コボちゃんスペシャル 祭りがいっぱい!（竹男）
- 3丁目のタマ うちのタマ知りませんか?（ポロ）
- 超くせになりそう（1994年 - 1995年、なぎさのパパ）
- とっても!ラッキーマン（1994年 - 1995年、八百屋 / 身仁育三、宇宙人A、ペガサス、よっちゃん / 世直しマン、先生）
- モンタナ・ジョーンズ（ルベスク将軍）
- ヤマトタケル（マ・ホロバ）
- 勇者警察ジェイデッカー（知事、所長）
- ルパン三世 燃えよ斬鉄剣
- レッドバロン（フロイト博士）

1995年
- アニメ世界の童話（大男）
- 行け!稲中卓球部（末松カオル、校長、鈴木 他）
- 黄金勇者ゴルドラン（1995年 - 1996年、カーネル・サングロス、アドベンジャー）
- 怪盗セイント・テール（辻本味之助、日向教授）
- キテレツ大百科（麗三郎）
- 空想科学世界ガリバーボーイ（リー10倍、ガーディー）
- 獣戦士ガルキーバ（舞原一馬、シンザ）
- 新機動戦記ガンダムW（ジャンク屋）
- 飛べ!イサミ（教頭）
- ぼのぼの（シマリスくんの父）
- 魔法騎士レイアース（村人1）
- ロミオの青い空（カルロ・アルベルト）

1996年
- エルフを狩るモノたち（1996年 - 1997年、マンボウ船長、大神官、大神官ビイナル）
- ゲゲゲの鬼太郎（第4作）（1996年 - 1997年、市長、ガイコツ、社長）
- こちら葛飾区亀有公園前派出所（1996年 - 1998年、寺井洋一〈初代〉）
- こどものおもちゃ（なるなる校長、なるなる兄校長）
- スレイヤーズ シリーズ（1996年 - 1997年、タリム、アルメイス） - 2シリーズ
- 天空のエスカフローネ（モグラ男、賞金稼ぎC、司令官）
- ドラゴンボールGT（1996年 - 1997年、ズーナマー、二星龍）
- はじめ人間ゴン（ドテチン、悪人トリオ、ナレーション）
- B'T-X（B'Tキャンス）
- みどりのマキバオー（ドルジ）
- 名犬ラッシー（行商人）
- 名探偵コナン（1996年 - 2025年、目暮十三）
- YAT安心!宇宙旅行（オマール、エルマー）
- YAWARA! Special ずっと君のことが…。（鴨田）
- るろうに剣心 -明治剣客浪漫譚-（黒尉）

1997年
- スーパーフィッシング グランダー武蔵（瀧上元治）
- 夢のクレヨン王国（クマ五郎）
- 中華一番!（謎の老人〈案内人〉）
- ネクスト戦記EHRGEIZ（テラ師団長）
- BURN-UP EXCESS（権堂）
- 白鯨伝説
- 勇者王ガオガイガー（ZX-07腕原種）

1998年
- カウボーイビバップ（ハリソン）
- 剣風伝奇ベルセルク（ユービック）
- コボちゃんスペシャル 約束のマジックディ（竹男）
- サイレントメビウス（アバランシェ・ウォン、制服幹部）
- 時空探偵ゲンシクン（1998年 - 1999年、マイト）
- ドクタースランプ（カニ怪獣）
- TRIGUN（ナギ）
- 南海奇皇（苫米地辰次）
- ヨシモトムチッ子物語（カマドウマサカタ）
- ロスト・ユニバース（紅蓮翁）

1999年
- イソップワールド（カメ保安官、タイガー隊長）
- 今、そこにいる僕（シュウの父）
- 課長王子（楽器屋店主）
- ぐるぐるタウンはなまるくん（ゆーほさん）
- GREGORY HORROR SHOW（グレゴリー）
- THE ビッグオー（ルネ・リゲッティ）
- GTO（仮面〈誘拐犯〉）
- ジバクくん（フネン仙人）
- バーバパパ世界をまわる（バーバパパ）
- パワーストーン（勘定院損得）
- ベターマン（阿嘉松滋）

2000年
- アルジェントソーマ（アーネスト・ノグチ）
- キョロちゃん（車掌）
- タイムボカン2000 怪盗きらめきマン（サトール）
- BRIGADOON まりんとメラン（総理大臣）

2001年
- ギャラクシーエンジェル（ロジャー中佐、商人）
- サイボーグ009 THE CYBORG SOLDIER（2001年 - 2002年、006 / 張々湖）
- 砂漠の海賊!キャプテンクッパ（サバイ）
- ヒカルの碁（販売員）
- ポケットモンスター（ハヤブサ）
- よばれてとびでて!アクビちゃん（研究家）
- バビル2世（艦長）

2002年
- アソボット戦記五九（料理村村長）
- ドラゴンドライブ（コウメイ）
- ワイルド7（赤城）
- 幻魔大戦 神話前夜の章（ナレーション）

2003年
- 犬夜叉（2003年 - 2009年、妖怪平薄平、主〈大ナマズ〉大狸） - 2シリーズ
- カスミン（ジョージ骨山）
- ガングレイヴ（ボブ・パウンドマックス）
- キノの旅 -the Beautiful World-（30男）
- シンデレラボーイ（孫大人）
- SPACE PIRATE CAPTAIN HERLOCK（魔地機関長）
- TEXHNOLYZE（矢村）
- なるたる（渡辺二尉）
- FIRESTORM（マカレフ）
- プラネテス（義父）
- まほろまてぃっく〜もっと美しいもの〜（ジルス）
- 無限戦記ポトリス（デュアル・ロゼ）

2004年
- F-ZERO ファルコン伝説（ドン ジーニー）
- かいけつゾロリ（ヨーガンス）
- ごくせん（荒巻）
- To Heart 〜Remember my Memories〜（智子の父）
- BLEACH（グランドフィッシャー）
- モンキーターン（ペドロ）

2005年
- ああっ女神さまっ（マオウ・ザ・ハクション）
- うえきの法則（院長）
- ガイキング LEGEND OF DAIKU-MARYU（2005年 - 2006年、パイロン）
- ギャラリーフェイク（老刑事）
- CLUSTER EDGE（老人）
- 地獄少女（江黒）
- 新釈 眞田十勇士（矢沢頼康）
- ドラえもん（テレビ朝日版第2期）（2005年 - 2017年、円番さん、カモラン、村長、伍長）

2006年
- おとぎ銃士 赤ずきん（おかしな森の大木）
- 蒼天の拳（呉東来）
- DEATH NOTE（出目川仁）
- NARUTO -ナルト-（ふくよかな悪党）
- 妖逆門（ねいど）
- パンプキン・シザーズ（パウロ）
- ひぐらしのなく頃に（2006年 - 2007年、大石蔵人） - 2シリーズ
- まじめにふまじめ かいけつゾロリ（大臣）
- 南の島の小さな飛行機 バーディー（パーマー）

2007年
- 銀魂（2007年 - 2018年、武市変平太、野次馬、長老） - 4シリーズ
- 結界師（ウロ様）
- 古代王者 恐竜キング Dキッズ・アドベンチャー 翼竜伝説（スッラ）
- スカルマン THE SKULL MAN（02）
- Devil May Cry（執事）
- デルトラクエスト（ゲリック）
- はたらキッズ マイハム組（2007年 - 2008年、消防署長、リキ）
- 祝!(ハピ☆ラキ)ビックリマン（花咲か仙人）
- ロビーとケロビー（デスダー）

2008年
- ゲゲゲの鬼太郎（第5作）（吸血鬼ピー）
- TYTANIA -タイタニア-（老執事）
- ねぎぼうずのあさたろう（こぬかのこなきち）
- 墓場鬼太郎（案内人）
- 伯爵と妖精（トムキンス）
- バトルスピリッツ 少年突破バシン（2008年 - 2009年、エリオット / No.2）
- ヒャッコ（上園学園学園長・西園大河）

2009年
- うみねこのなく頃に（警官）
- グイン・サーガ（カー）
- 獣の奏者 エリン（タカラン）
- シャングリ・ラ（ロリ爺）
- 蒼天航路（辛）
- テイルズ オブ ジ アビス（イエモン）
- ミチコとハッチン（家主）
- ルパン三世VS名探偵コナン（目暮警部）
- ONE PIECE（2009年 - 2024年、チャルロス聖）

2010年
- COBRA THE ANIMATION（老人）
- スティッチ!〜いたずらエイリアンの大冒険〜（マブイトッカエ、エラスティコ） - 2シリーズ
- 探偵オペラ ミルキィホームズ（エルキュール・ポアロ）

2011年
- 異国迷路のクロワーゼ The Animation（写真屋）
- ぬらりひょんの孫 千年魔京（塵地蔵、山ン本五郎左衛門）
- プリティーリズム・オーロラドリーム（サンタ先生）

2012年
- ペルソナ4（魔女犬〈虫眼鏡〉）

2013年
- COPPELION（武者小路）
- 最強銀河 究極ゼロ 〜バトルスピリッツ〜（カネアリ）
- デュエル・マスターズ ビクトリーV3（叔父三太夫）

2014年
- ウィザード・バリスターズ 弁魔士セシル（鎌霧飛郎）
- 牙狼〈GARO〉-炎の刻印-（ガエル法師）
- 黒執事 Book of Circus（ケルヴィン男爵）
- サザエさん（2014年 - 、磯野波平〈2代目〉、磯野海平〈2代目〉、磯野藻屑源素太皆〈2代目〉）
- テンカイナイト（ビーグ）
- 風雲維新ダイ☆ショーグン（井伊）
- まじっく快斗1412（目暮十三）

2015年
- デス・パレード（スピナー）
- デュラララ!!×2（2015年 - 2016年、矢霧清太郎） - 2シリーズ

2016年
- 昭和元禄落語心中（萬歳）
- とんかつDJアゲ太郎（DJビッグマスターフライ）
- 91Days（オルコ）
- バトルスピリッツ ダブルドライブ（ゴウラ将軍）
- ふうせんいぬティニー（ブルドッグ警察署長）
- ベルセルク（2016年 - 2017年、ユービック） - 2シリーズ
- 名探偵コナン エピソード“ONE”  小さくなった名探偵（目暮十三）
- 名探偵コナン コナンと海老蔵 歌舞伎十八番ミステリー（目暮十三）
- モンスターハンター ストーリーズ RIDE ON（マネルガー博士）

2017年
- メイドインアビス（ベレモール）
- パズドラクロス（ナレーション）

2018年
- バジリスク 〜桜花忍法帖〜（蔦法悦）
- ポプテピピック（日暮警部）
- スナックワールド（アップ・リコット）
- 陰陽師・平安物語（恵比寿）
- バキ（2018年 - 2020年、スペック） - 2シリーズ
- 信長の忍び（覚恕）

2019年
- 真夜中のオカルト公務員（妙法山千仞坊）
- KING OF PRISM -Shiny Seven Stars-（五十嶋波助）
- 博多明太!ぴりからこちゃん（もつ鍋おやじ）
- 超人高校生たちは異世界でも余裕で生き抜くようです!（フィンドルフ）

2020年
- ゲゲゲの鬼太郎（第6作）（手の目）
- 放課後ていぼう日誌（校長先生）
- おしりたんてい（2020年 - 2022年、うすまゆ）
- アサティール 未来の昔ばなし（シャイブーブ）
- ピーター・グリルと賢者の時間（ベイブ・ローストポーク）
- ひぐらしのなく頃に業（2020年 - 2021年、大石蔵人） - 2シリーズ

2021年
- 半妖の夜叉姫（2021年 - 2022年、八衛門狸） - 2シリーズ

2022年
- 恋は世界征服のあとで（ビッグジェラート博士）
- トモダチゲーム（マナブ先生）
- 名探偵コナン 本庁の刑事恋物語〜結婚前夜〜（目暮十三）
- 本好きの下剋上 司書になるためには手段を選んでいられません（ビンデバルド伯爵）
- 聖剣伝説 Legend of Mana -The Teardrop Crystal-（トレント）
- 名探偵コナン 犯人の犯沢さん（目暮十三）
- 後宮の烏（羽衣）

2023年
- 老後に備えて異世界で8万枚の金貨を貯めます（ネルソン・アドラー）
- 地獄楽（徳川斉慶）
- おかしな転生（神父）
- ゾン100〜ゾンビになるまでにしたい100のこと〜（社長）
- オチビサン（2023年 - 2024年、おじい）
- ブルバスター（猪俣充）
- 陰の実力者になりたくて! 2nd season（ガーター）

2024年
- 勇気爆発バーンブレイバーン（ペシミズム）
- 魔王学院の不適合者 II 〜史上最強の魔王の始祖、転生して子孫たちの学校へ通う〜（ザミラ・エンゲロ・ガイラディーテ）
- 異世界失格（トマス）
- ぷにるはかわいいスライム（2024年 - 2025年、カワイー・ノスキー） - 2シリーズ

2025年
- 戦隊レッド 異世界で冒険者になる（ぺタゴラス博士）
- 天久鷹央の推理カルテ（桑田浩二郎）
- 雨と君と（獣医）
- サイレント・ウィッチ 沈黙の魔女の隠しごと（ウィリアム・マクレガン）

### 劇場アニメ
1988年
- エスパー魔美 星空のダンシングドール（男B）

1989年
- シティーハンター 愛と宿命のマグナム（隊員B）
- ドラえもん のび太の日本誕生（村人A）
- ファイブスター物語（男F）

1990年
- それいけ!アンパンマン おむすびまん（長老）
- ちびまる子ちゃん（ヒデじい）
- ドラえもん のび太とアニマル惑星（ペリカン）

1991年
- ふしぎの海のナディア 劇場用オリジナル版（ギーガーの部下）

1992年
- 機動戦士ガンダム0083 ジオンの残光（ベルナルド・モンシア）
- ちびまる子ちゃん わたしの好きな歌（永沢）
- トトイ（グレッグ）
- 21エモン 宇宙いけ! 裸足のプリンセス（バウバウ）

1993年
- お星さまのレール（長老）
- かいけつゾロリ（カバンカバ、海賊の子分）
- クレヨンしんちゃん アクション仮面VSハイグレ魔王（団羅座也）
- ドラえもん のび太とブリキの迷宮（兵A）

1994年
- 餓狼伝説 -THE MOTION PICTURE-（チン・シンザン）
- GS美神 極楽大作戦!!（厄珍）
- ドラゴンボールZ 危険なふたり!超戦士はねむれない（祈祷師）
- ドラゴンボールZ 超戦士撃破!!勝つのはオレだ（祈祷師）

1995年
- クレヨンしんちゃん 雲黒斎の野望（団羅左ヱ門）
- スレイヤーズ（あらくれ3）

1996年
- APO APOワールド ジャイアント馬場90分一本勝負（永源遥）
- 映画 忍たま乱太郎（薬剤師）
- クレヨンしんちゃん ヘンダーランドの大冒険（団羅座也）
- スレイヤーズRETURN（ベッカー）
- ドラミ&ドラえもんズ ロボット学校七不思議!?（トリケラトプス）
- ハーメルンのバイオリン弾き（国王）
- ルパン三世 DEAD OR ALIVE

1997年
- ジャングル大帝（ジャック）
- ドラえもん のび太のねじ巻き都市冒険記（ティラ）
- 名探偵コナン 時計じかけの摩天楼（目暮警部）

1998年
- 機動戦士ガンダム 第08MS小隊 ミラーズ・リポート（ヒゲ）
- ドラえもん のび太の南海大冒険（リバイアサン）
- 名探偵コナン 14番目の標的（目暮警部）

1999年
- クレヨンしんちゃん 爆発!温泉わくわく大決戦（団羅座也）
- 時空探偵ゲンシクン（マイト）
- ドラえもん のび太の宇宙漂流記（評議員B）
- 名探偵コナン 世紀末の魔術師（目暮警部）
- リボンの騎士（ジュラルミン大公）

2000年
- エスカフローネ（もぐら）
- 名探偵コナン 瞳の中の暗殺者（目暮警部）

2001年
- クレヨンしんちゃん 嵐を呼ぶ モーレツ!オトナ帝国の逆襲（団羅座也）
- ドラえもん のび太と翼の勇者たち（ダチョウ）
- 名探偵コナン 天国へのカウントダウン（目暮警部）

2002年
- しましまとらのしまじろう（しまじろうのお父さん〈しまのしまたろう〉）
- 名探偵コナン ベイカー街の亡霊（目暮警部）

2003年
- 名探偵コナン 迷宮の十字路（目暮警部）

2004年
- 名探偵コナン 銀翼の奇術師（目暮警部）

2005年
- 名探偵コナン 水平線上の陰謀（目暮警部）

2006年
- クレヨンしんちゃん 伝説を呼ぶ 踊れ!アミーゴ!（団羅座也）
- 名探偵コナン 探偵たちの鎮魂歌（目暮警部）

2007年
- 名探偵コナン 紺碧の棺（目暮警部）

2008年
- クレヨンしんちゃん ちょー嵐を呼ぶ 金矛の勇者（団羅座也）
- 名探偵コナン 戦慄の楽譜（目暮警部）

2009年
- 宇宙戦艦ヤマト 復活篇（大村耕作）
- クレヨンしんちゃん オタケベ!カスカベ野生王国（団羅座也）
- 映画ドラえもん 新・のび太の宇宙開拓史（カモラン）
- 名探偵コナン 漆黒の追跡者（目暮警部）

2010年
- クレヨンしんちゃん 超時空!嵐を呼ぶオラの花嫁（団羅座也）
- 劇場版 銀魂 新訳紅桜篇（武市変平太）
- 名探偵コナン 天空の難破船（目暮警部）

2011年
- 手塚治虫のブッダ -赤い砂漠よ!美しく-
- 名探偵コナン 沈黙の15分（目暮警部）

2012年
- 映画かいけつゾロリ だ・だ・だいぼうけん!（妖怪学校の先生）
- 映画 ベルセルク 黄金時代篇II ドルドレイ攻略（拷問官）
- 放課後ミッドナイターズ（バッハ）
- 名探偵コナン 11人目のストライカー（目暮警部）

2013年
- しまじろうのわお!（2013年 - 2022年、しまじろうのお父さん〈しまのしまたろう〉） - 9作品
- 映画 ベルセルク 黄金時代篇III 降臨（拷問官、ユービック）
- 名探偵コナン 絶海の探偵（目暮警部）
- ルパン三世VS名探偵コナン THE MOVIE（目暮警部）

2014年
- 名探偵コナン 異次元の狙撃手（目暮警部）

2015年
- ちびまる子ちゃん イタリアから来た少年（永沢くん）
- 名探偵コナン 業火の向日葵（目暮警部）

2016年
- 名探偵コナン 純黒の悪夢（目暮警部）
- 君の名は。（勅使河原の父）

2018年
- 名探偵コナン ゼロの執行人（目暮警部）

2019年
- 劇場版総集編【前編】メイドインアビス 旅立ちの夜明け（ベレモール）
- 劇場版シティーハンター 〈新宿プライベート・アイズ〉（教授）
- バースデー・ワンダーランド（ポポ）
- コルボッコロ（満福）
- サンタ・カンパニー 〜クリスマスの秘密〜（カラ）

2020年
- クレヨンしんちゃん 激突! ラクガキングダムとほぼ四人の勇者（団羅座也）

2021年
- 銀魂 THE FINAL（武市変平太）
- 名探偵コナン 緋色の弾丸（目暮警部）
- 神在月のこども（事代主〈恵比寿天〉）

2022年
- 名探偵コナン ハロウィンの花嫁（目暮警部）
- ONE PIECE FILM RED（チャルロス聖）

2023年
- 金の国 水の国（ピリパッパ）
- 名探偵コナン 黒鉄の魚影（目暮十三）
- SAND LAND（国王）

2024年
- クレヨンしんちゃん オラたちの恐竜日記（団羅座也）

2025年
- 名探偵コナン 隻眼の残像（目暮十三）

### OVA
1988年
- 機甲猟兵メロウリンク（山賊E、パイロットD）

1990年
- 暗黒神話（阿蘇）
- サーキットの狼II モデナの剣（GT-Rの男）
- 新カラテ地獄変（チンピラ）
- 天外魔境 自来也おぼろ変（男D）

1991年
- インフェリウス惑星戦史外伝 CONDITION GREEN（酔っぱらい）
- 機動戦士ガンダム0083 STARDUST MEMORY（ベルナルド・モンシア）
- 夢枕獏 とわいらいと劇場 四畳半漂流記（ヤクザ風の男）
- ロードス島戦記（兵士、騎士B）

1992年
- 伝染るんです。（かわうそ）
- チャイナさんの憂鬱（男A）
- ハード&ルーズ 〜私立探偵・土岐正造トラブル・ノート〜（トラック運転手）
- BE-BOP-HIGHSCHOOL（高木）

1993年
- 創竜伝（呂洞賓）
- ブラック・ジャック（使徒）
- ハローキティの不思議の国のアリス（毛虫）
- ぼくの地球を守って（輪の父、男1、子分1）

1994年
- 疾風!アイアンリーガー 銀光の旗の下に（1994年 - 1995年、ブルアーマー）
- 新・キューティーハニー（ポチ）
- B.B.フィッシュ（熊谷元）

1995年
- ヤマトタケル 〜After War〜（マ・ホロバ）
- YAMATO2520（ジョグ）

1996年
- 機動戦士ガンダム 第08MS小隊（ヒゲ）
- 銀河英雄伝説（ハルバーシュタット）
- 時空冒険 ぬうまもんじゃ〜（ヌウ）
- ソニック・ザ・ヘッジホッグ（執事）
- ぞくぞく村のオバケたち（オオカミ男、ブタ男、がいこつガチャさん）

1997年
- 綾音ちゃんハイキック!（校長先生）
- それゆけ!宇宙戦艦ヤマモト・ヨーコII（プーシキン）
- まじかるマホ（八百屋、悪人、警官）

1998年
- 教科書にないッ!（校長）

1999年
- 青山剛昌短編集「ちょっとまってて」（若林先生）
- 青山剛昌短編集「夏のサンタクロース」（院長）
- 青山剛昌短編集2 プレイ イット アゲイン（剣三十郎）
- 太陽の船 ソルビアンカ（銃砲店のおやじ）
- ワーズ・ワース（elf原作）

2002年
- 名探偵コナン 16人の容疑者!?（目暮警部）

2003年
- HAND MAID マイ（山本社長〈監督〉）

2004年
- BLEACH memories in the rain（グランドフィッシャー）

2008年
- ピューと吹く!ジャガー リターン・オブ・約1年ぶり（社長）
- 名探偵コナン 女子高生探偵 鈴木園子の事件簿（目暮警部）

2009年
- ひぐらしのなく頃に礼（大石蔵人）

2010年
- 鋼の錬金術師 FULLMETAL ALCHEMIST DVD 第9巻 映像特典「師匠物語」/「師匠初恋物語」（ゴルド・スタイナー）

2011年
- ひぐらしのなく頃に煌（大石蔵人）

2012年
- るろうに剣心 -明治剣客浪漫譚- 新京都編（黒尉）

2015年
- 機動戦士ガンダム THE ORIGIN（2015年 - 2017年、ジンバ・ラル） - 2019年に再編集作品『THE ORIGIN 前夜 赤い彗星』テレビ放送

2016年
- ブラッククローバー（城主）

2018年
- ルパン三世 ルパンは今も燃えているか?（ミスターX）

### Webアニメ
- クレヨンしんちゃん外伝 おもちゃウォーズ（2016年、チューコーネン仮面）
- ブライト：サムライソウル（2021年、ツクヨミ[106]）
- SAND LAND: THE SERIES（2024年、サンドランド国王）
- T・Pぼん（2024年、ムリアヌス）

### ゲーム
1991年
- レディファントム（ヨーク提督、デナーイ隊 通信士）

1992年
- YAWARA!

1995年
- 空想科学世界ガリバーボーイ（マンモス）
- ちびまる子ちゃん まる子絵日記ワールド（永沢君男、ヒデじい）
- ちびまる子ちゃんの対戦ぱずるだま（永沢くん）
- ぼのぐらし

1996年
- エクストラブライト（ノーマン）
- ちびまる子ちゃん まる子デラックスクイズ（永沢くん）
- ボカンと一発!ドロンボー（ドクロベエ〈代役〉）
- ラングリッサーIII（シルバー・ウルフ、ラグ、ウィルダー、ド・カーニ）

1997年
- EVE burst error（ストールマン・孔）
- エルフを狩るモノたち -完全版-（マンボウ船長、大神官B、タコ）
- がんばれゴエモン〜ネオ桃山幕府のおどり〜
- ダンジョンキーパー（ナレーション）
- パンツァーバンディット（ゴールデン卿）
- ボカンと一発!ドロンボー 完璧版（ドクロベエ〈代役〉）

1998年
- SDガンダム GGENERATION（1998年 - 2025年、ベルナルド・モンシア、カラス、ロメロ・マラバル） - 14作品
- カウボーイビバップ（ウォーケン）※PS版ソフト
- 火星物語（アショカ法王）
- がんばれゴエモン〜でろでろ道中 オバケてんこ盛り〜
- 新世代ロボット戦記ブレイブサーガ（アドベンジャー、カーネル・サングロス、ひみつ探偵）
- ツインズストーリー きみにつたえたくて…（古賀武彦）
- ブレイヴフェンサー 武蔵伝（ベーン、ライス）
- ボカンですよ（オシイ星人、イケマスイタチ、大巨神）
- 名探偵コナン（目暮警部、歩美の叔父）

1999年
- ゴエモン もののけ双六
- スーパーロボット大戦コンプリートボックス（ベルナルド・モンシア、ガテゼルク）

2000年
- 裏技麻雀〜これって天和ってやつかい〜（ゴン）
- スーパーロボット大戦α（ベルナルド・モンシア）
- ブレイブサーガ2（アドベンジャー、カーネル・サングロス、ひみつ探偵）
- 北斗の拳 世紀末救世主伝説（ハブ）
- 名探偵コナン 3人の名推理（目暮警部）

2001年
- スーパーロボット大戦α外伝（ベルナルド・モンシア）
- ハリー・ポッターと賢者の石（セブルス・スネイプ先生）

2002年
- ガングレイヴ（ボブ・パウンドマックス）
- ダーククロニクル（ボルカス）
- ハリー・ポッターと秘密の部屋（セブルス・スネイプ先生）
- 名探偵コナン 最高の相棒（目暮警部、謎の男A）
- ライジンピンポン（ヨロイ）

2003年
- 怪盗スライ・クーパー（パンダ・キング）
- 機動戦士ガンダム めぐりあい宇宙（ベルナルド・モンシア）
- GREGORY HORROR SHOW SOUL COLLECTOR（グレゴリー、ナレーション）
- ゲゲゲの鬼太郎 異聞妖怪奇譚
- スターオーシャン Till the End of Time（ギルドマスター、ウォルター）
- 第2次スーパーロボット大戦α（ベルナルド・モンシア、カラス）
- テネレッツァ（デゼルト）
- バテン・カイトス 終わらない翼と失われた海（皇帝ゲルドブレイム）

2004年
- クラッシュ・バンディクー 爆走!ニトロカート（エヌ・オキサイド）
- ジャック×ダクスター2（クルー、グリム）
- スカッとゴルフ パンヤ（ダイスケ）
- スターオーシャン Till the End of Time ディレクターズカット（ギルドマスター、ウォルター）
- ステラデウス（ヴァイパー）
- ハリー・ポッターとアズカバンの囚人（セブルス・スネイプ先生）
- ベルセルク 千年帝国の鷹篇 聖魔戦記の章（ユービック）

2005年
- 陰陽大戦記 覇者の印（シャガク）
- グランディアIII（ロウ・イル）
- 第3次スーパーロボット大戦α 終焉の銀河へ（ベルナルド・モンシア、腕原種、合体原種）
- テイルズ オブ ジ アビス（イエモン）
- パーフェクトダーク ゼロ（ダニエル・キャリントン）
- ポンコツ浪漫大活劇バンピートロット（ファーガスン）
- ラジアータ ストーリーズ（ガウェイン）

2006年
- テイルズ オブ デスティニー（ダーゼン）※PS2版
- 天外魔境 ZIRIA〜遥かなるジパング〜（コウモリ夜太郎）
- 天外魔境 第四の黙示録（チーフ・ブル）※PSP版
- バテン・カイトスII 始まりの翼と神々の嗣子（ゲルドブレイム）
- ひぐらしデイブレイク（大石蔵人）
- ファイナルファンタジーXII（ギジュー）
- マブラヴ全年齢版（天野原甚五郎）

2007年
- 株トレーダー瞬（芦屋金之助）
- 銀魂 万事屋ちゅ〜ぶ ツッコマブル動画（武市変平太、悪の組織幹部、新撰組隊士B、チンピラB、新生鬼兵隊隊士B）
- コンチェルトゲート フォルテ（言霊〈茶〉）
- スイングゴルフ パンヤ 2ndショット!（ダイスケ）
- スーパーロボット大戦OG外伝（アルカイド・ナアシュ〈修羅王〉）
- トラスティベル 〜ショパンの夢〜（レガート、バロック城の執務官、ザコモンスター）
- ひぐらしのなく頃に祭（大石蔵人）

2008年
- カドゥケウス ニューブラッド（ガイ・デヴィッドソン）
- チョコボと魔法の絵本 魔女と少女と5人の勇者（デブチョコボ）
- テイルズ オブ シンフォニア -ラタトスクの騎士-（マーグナー）
- ひぐらしのなく頃に絆（大石蔵人）

2009年
- サモンナイトX 〜Tears Crown〜（バーム）
- スターオーシャン4 -THE LAST HOPE-（ギムド・トリオム・ファイ、シマダ）
- ちびまる子ちゃんDS まるちゃんのまち（ながさわくん、ヒデじい）
- 伯爵と妖精（トムキンス）
- ファンタジーゴルフ パンヤ PORTABLE（ダイスケ）
- 無限航路（デラコンダ・バラコンダ）

2010年
- ルパン三世 史上最大の頭脳戦（ビリゲッツ）
- サモンナイトグランテーゼ 滅びの剣と約束の騎士（ヴィルヘルム）
- スターオーシャン4 -THE LAST HOPE- INTERNATIONAL（ギムド・トリオム・ファイ、シマダ）
- 雅恋 〜MIYAKO〜（東夷）

2011年
- 快盗天使ツインエンジェル〜時とセカイの迷宮〜（ネルソン）
- 機動戦士ガンダム 新ギレンの野望（ベルナルド・モンシア）
- ドラゴンボールヒーローズ（2011年 - 、チルド、二星龍） - 5作品
- 謎惑館 〜音の間に間に〜（案内人）
- 文明開華 葵座異聞録（土岐弥太郎）
- 雅恋 〜MIYAKO〜 月詠の夢（東夷）

2012年
- アスラズ ラース（七星天ワイゼン）
- Kinect ラッシュ: ディズニー/ピクサー アドベンチャー（エミール）
- ブレイブリーデフォルト フライングフェアリー（カダ）
- 雅恋 〜MIYAKO〜 あわゆきのうたげ（東夷）
- デビルサマナー ソウルハッカーズ（占い太夫）

2013年
- 銀魂のすごろく（武市変平太）
- 真・女神転生IV（ミドー）
- 神撃のバハムート（レヴィ）
- ソニック ロストワールド（ゾモン）
- テイルズ オブ シンフォニア ユニゾナントパック（マーグナー）
- ドラッグオンドラグーン3（オクタ）
- ブレイブリーデフォルト フォーザ・シークウェル（カダ、カルディスラ王）
- 名探偵コナン マリオネット交響曲（目暮十三）
- メタルマックス4 〜月光のディーヴァ〜（ナッポ、ドクター・ミンチ）

2014年
- 名探偵コナン ファントム狂詩曲（目暮十三）

2015年
- ガールフレンド（仮）（悪指揮男）
- 幻影異聞録♯FE（鶴海万広）
- スーパーロボット大戦BX（合体原種、腕原種）
- ひぐらしのなく頃に粋（大石蔵人）
- ドラゴンボールZ 超究極武闘伝（二星龍）
- ブレイブリーセカンド（カルディスラ王）

2016年
- 真・女神転生IV FINAL（ミドー）
- スターオーシャン:アナムネシス（シマダ）
- ドラゴンクエストヒーローズII 双子の王と予言の終わり（トルネコ）
- 夢王国と眠れる100人の王子様（謎の執事）

2017年
- グランブルーファンタジー（2017年 - 2024年、マルキアレス、ハイゼンベルク）
- スターオーシャン4 -THE LAST HOPE- 4K & Full HD Remaster（ギムド・トリオム・ファイ、シマダ）
- ドラゴンクエスト ライバルズ（トルネコ）

2018年
- 銀魂乱舞（武市変平太）

2019年
- スーパーロボット大戦T（腕原種、合体原種）
- スーパードラゴンボールヒーローズ ワールドミッション（二星龍、チルド）
- 北斗の拳 LEGENDS ReVIVE（2019年 - 2023年、ハート）
- ガンダムネットワーク大戦（ジンバ・ラル）

2020年
- ひぐらしのなく頃に 命（大石蔵人）
- 真・女神転生III NOCTURNE HD REMASTER（邪教の館の主 / 大臣）
- サクラ革命 〜華咲く乙女たち〜（ベルフェゴール）

2021年
- バイオハザード ヴィレッジ（デューク）
- ルーンファクトリー5（オズワルド）
- 二ノ国：Cross Worlds（もくじい）
- スーパーロボット大戦30（阿嘉松滋、アームストロング）

2022年
- ファイアーエムブレム ヒーローズ（メディウス）
- 機動戦士ガンダム アーセナルベース（ベルナルド・モンシア）

2023年
- Fate/Samurai Remnant（紅玉の書）
- ペルソナ5 タクティカ（春日部良喜）
- ドラゴンクエストモンスターズ3 魔族の王子とエルフの旅（トルネコ）

2025年
- 幻想牢獄のカレイドスコープ2（ハンプティ・ダンディ・ダンプティ）
- BLEACH Rebirth of Souls（グランドフィッシャー）

### ドラマCD
- 黄金勇者ゴルドラン（アドベンジャー、カーネル・サングロス）
  - 総天然色CD大活劇「ワルター・ワルザックの大冒険」
  - CDサウンド・ムービー・ショウ 華麗な探偵 ワルザック・ブラザーズ〜死神の逆位置
- ガートルードのレシピ（マリオット）
- カオシックルーン ドラマCD（一之谷コウキ）
- 超無気力戦隊ジャパファイブ（マーン）
- 忍たま乱太郎 ドラマCD 五年生の段（金楽寺の和尚）
- 伯爵と妖精（トムキンス）
- BASTARD!! -暗黒の破壊神- 外伝 巻之三 魔導王封印篇
- はっけん たいけん だいすき! しまじろう（忍者 ぱぱぱ）
- ひぐらしのなく頃に（大石蔵人）
- 新世紀GPXサイバーフォーミュラSAGA ROUND3 トラップ・オブ・ケルベロス（重役）
- ポーの一族 第6巻（グロフ先生）
- 魔神英雄伝ワタル4 CDシネマ2「小さな恋の海火子」（家臣A〈爺や〉）
- 覇界王 〜ガオガイガー対ベターマン〜（2019年、阿嘉松滋）
  - side：ガオガイガー「number.EX 再-SAIKAI-」[129]
  - side：ベターマン「number.EX 求-PROPOSE-」[130]

### オーディオブック
- 婚活マエストロ（2024年、田中宏[131]）

### 吹き替え

#### 担当俳優
ティモシー・スポール
- ハリー・ポッターシリーズ（ピーター・ペティグリュー）
  - ハリー・ポッターとアズカバンの囚人
  - ハリー・ポッターと炎のゴブレット
  - ハリー・ポッターと死の秘宝 PART1

- ほの蒼き瞳（セイヤー）

ニック・フロスト
- アタック・ザ・ブロック（ロン）
- 宇宙人ポール（クライヴ・ゴリングス）
- カムバック!（ブルース）
- ショーン・オブ・ザ・デッド（エド）
- ステージド2 俺たちの舞台、アメリカ上陸!?（本人）
- スノーホワイト（森の番人ニオン）
  - スノーホワイト/氷の王国

- スローターハウス・ルールズ（ウディ）
- トゥームレイダー ファースト・ミッション（マックス）
- ホット・ファズ -俺たちスーパーポリスメン!-（ダニー・バターマン）
- ワールズ・エンド 酔っぱらいが世界を救う!（アンディ・ナイトリー）

#### 映画
- アーサーとミニモイの不思議な国（デイビット〈アダム・ルフェーヴル〉）
- アイスランド（トーマス大尉）
- アウト・オブ・サイト（チノ〈ルイス・ガスマン〉）※日本テレビ版
- アクアマン/失われた王国（キング・フィッシュ[138]）
- 悪魔を憐れむ歌（ジョーンジー刑事〈ジョン・グッドマン〉）※ソフト版
- アダム・サンドラーは ビリー・マジソン/一日一善（ジャック）
- アビス（ジャマー・ウィリス〈ジョン・ベッドフォード・ロイド〉）※フジテレビ版
- アメリ（ドミニク・ブルトドー〈モーリス・ベニシュー〉）
- アリス・イン・ワンダーランド（チェシャ猫）※劇場公開版
  - アリス・イン・ワンダーランド/時間の旅
- ある日どこかで（アーサー〈ビル・アーウィン〉[139]）※BSテレ東版
- アンドリューNDR114（デニス・マンスキー〈スティーヴン・ルート〉）※ソフト版
- イースタン・コンドル（マー・プーチ〈チャン・ルン〉）
- イン・ザ・ネイビー（バックマン）
- インタビュー・ウィズ・ヴァンパイア（ギャンブラー〈ジョン・マコーネル〉）※フジテレビ版
- インディ・ジョーンズ/魔宮の伝説（ラオ・チェ〈ロイ・チャオ〉）※テレビ朝日版
- ヴァンパイア・イン・ブルックリン（リジー〈ジョン・ラモッタ〉、聖歌隊リーダー）※VHS版
- ウェインズ・ワールド（警備員〈クリス・ファーレイ〉）
- ウェス・クレイヴンズ ウィッシュマスター（ホームレス）
- ウォルト・ディズニーのサンタクローズ3/クリスマス大決戦!（イースター・バニー）
- H ［エイチ］（パク刑事〈ソン・ジル〉）
- L.A.コンフィデンシャル（暴力を振るう夫〈アラン・グラフ〉）※フジテレビ版
- エルモと毛布の大冒険
- オーシャンズシリーズ（フランク・キャットン〈バーニー・マック〉）※ソフト版
  - オーシャンズ11
  - オーシャンズ12
  - オーシャンズ13
- オールウェイズ（チャーリー〈ジェームズ・ラシュリー〉）※DVD・VHS版
- オフビート（ノーマン）※テレビ東京版
- カサブランカ（カール〈S・Z・サコール〉）※スター・チャンネル版
- 火山高（保健の先生）
- 花様年華（ピン〈スー・ピンラン〉）
- ガリバー旅行記（ジンクス〈ジェームズ・コーデン〉[140]）
- ガントレット（ジョゼフィン〈パット・ヒングル〉）※WOWOW追加収録部分
- カンフーハッスル（斧頭会相談役〈ティン・カイマン〉）
- キャッチ・ミー・イフ・ユー・キャン（ポール・モーガン）
- キャプテン・ブーリーの大冒険（モアカ）
- キングコング ※日本テレビ版
- キングサイズ（髭の囚人〈マリウス・サリテルニク〉）
- 九龍帝王（マー〈ケント・チェン〉）※VHS版
- くるみ割り人形と秘密の王国（ホーソーン〈エウヘニオ・デルベス〉[141]）
- クレイドル・ウィル・ロック（ラリー〈カイル・ガス〉）
- クロコダイル・ダンディー（ガス〈レジナルド・ヴェルジョンソン〉）※テレビ朝日版
- 刑事ニコ/法の死角（インド人店主、バーの客、警官）※テレビ朝日版
- ゲットバック（ハーランド〈ダニー・ヒューストン〉）
- コナン・ザ・グレート ※日本テレビ版
- コン・エアー（デイル、グラント連邦保安官、トラック下の老人〈ダブス・グリア〉）※テレビ朝日版
- 昏睡病棟 -COMA-（ネルソン〈ジョー・モートン〉）
- サイボーグコップ（ラスタマン〈カート・エゲルホフ〉）
- 西遊記〜はじまりのはじまり〜（玄奘の師匠〈程思寒〉[142]）
- 西遊記2 〜妖怪の逆襲〜（師匠[143]）
- ザ・シューター/極大射程（チャールズ・ミーチャム上院議員〈ネッド・ビーティ〉）
- ザ・スピリット（フォボス〈ルイス・ロンバルディ〉）
- ザ・ロック（フライ大尉〈グレゴリー・スポールダー〉）※日本テレビ版
- サンタクロース・リターンズ! クリスマス危機一髪（イースター・バニー）
- サンダーバード55/GoGo（チャールズ）[144]
- 3人のゴースト（劇中のスクルージ〈バディ・ハケット〉）
- ジェイコブス・ラダー（ギリー〈ジェイソン・アレクサンダー〉）※ソフト版
- ジェシカおばさんの事件簿/南南西に進路を取れ（ジャック・オグデン〈リチャード・リール〉）
- 地獄曼陀羅 アシュラ（チャンパー）
- ジャッジメント・ナイト（サイクス〈ピーター・グリーン〉）
- 少林サッカー（鉄の頭）※インターナショナル版
- 処刑ライダー（ラグ〈クリント・ハワード〉）※TBS版
- ジングル・オール・ザ・ウェイ（DJ〈マーティン・マル〉、トニー〈ダニー・ウッドバーン〉）※フジテレビ版
- スチュアート・リトル2（コーチ）
- スピーシーズ2（オリンスキー医師）※ソフト版
- スペース・エイド（サイボー〈ウォーレス・ショーン〉）
- スマーフ（グリーディスマーフ〈ケナン・トンプソン〉）
- スマーフ2 アイドル救出大作戦!（グリーディスマーフ〈ケナン・トンプソン〉）
- 続・星の国から来た仲間（ヨコモト〈ジャック・スー〉）
- その土曜日、7時58分（アンディ・ハンソン〈フィリップ・シーモア・ホフマン〉）
- ダークエンジェル（ボナー〈マイケル・J・ポラード〉）
- ダーククリスタル（マスター）※BD版
- ダーティ・ダンシング（ビリー・コステッキ）※フジテレビ版
- 大狂乱（ボスの手下〈ジャック・アンドレオッツィ〉）
- ダイ・ハード3（チャンドラー、運転手）※テレビ朝日版
- タイムリミット（チェイ〈ジョン・ビリングズリー〉）※ソフト版
- ダウンタウン（ブルース・タッカー）
- 007 ゴールドフィンガー（オーリック・ゴールドフィンガー〈ゲルト・フレーベ〉）※ソフト版
- 007/ダイ・アナザー・デイ（ヴラッド、ミスター・チャン）※ソフト版
- ツイン・ドラゴン（ウェイ〈ワン・ロンウェイ〉）※フジテレビ版
- デーモン・ナイト（ボブ副保安官）
- デアデビル（フランクリン・“フォギー”・ネルソン〈ジョン・ファヴロー〉）
- ディープ・ブルー（シャーマン・“プリーチャー”・ダドリー〈LL・クール・J〉）※ソフト版
- デイモン・ウェイアンズはメジャー・ペイン（フィリップス〈ウィリアム・ヒッキー〉）
- デスペラード（ターヴォ）※DVD・VHS版
- デッドマン（サリー〈イギー・ポップ〉）
- 天国の口、終りの楽園。（サバ）
- トイ・ソルジャー（FBI副長官オーティス・ブラウン）※VHS版
- 遠い空の向こうに（フレッド・スミス）
- Dr.ギグルス（ジョー・ライツ、トロッター）
- ドクター・ドリトル2（ユージーン・ウィルソン〈アンディ・リクター〉）※ソフト版
- ドッジボール（ゴードン〈スティーヴン・ルート〉）
- ドリームキャッチャー（バリー・ネイマン）
- トレジャーアイランド（ダニー・G〈マーク・クリストファー・ローレンス〉）
- 7級公務員（キム・ウォンソク）
- ニューヨークの王様（イゴール・シャドフ王〈チャーリー・チャップリン〉）※BD版
- ネイビー・シールズ（ジム・エルモア、レバノン兵士）※テレビ朝日版
- ネメシス（マリオン〈トム・マシューズ〉）
- ノー・エスケイプ（キング〈イアン・マクニース〉）※ソフト版
- ノートルダム（カジモド〈マンディ・パティンキン〉）
- バートン・フィンク（デレク）※DVD版
- ハードロック・ハイジャック（ウィルソン巡査〈クリス・ファーレイ〉）
- ハイジ アルプスの物語（アルムおんじ〈ブルーノ・ガンツ〉[145]）
- バットマン（エクハート警部補〈ウィリアム・フットキンス〉）※TBS版
- バッフィ/ザ・バンパイア・キラー（バッフィの父）
- ハドソン・ホーク（ビッグ・スタン、ロバに乗ったおじさん）※ソフト版
- 800万の死にざま
- パンプキンヘッド 復讐の謝肉祭（バント〈ダグ・ロバーツ〉）
- 羊たちの沈黙（ピルチャー）※テレビ朝日版
- 陽のあたる教室（ルーの父）※ソフト版
- ブラック・レイン（山田警部）※フジテレビ版
- プリティ・ブライド（ブライアン・ノリス神父〈ドナル・ローグ〉、ケヴィン〈ラリー・ミラー〉）
- ブルース・ブラザース2000（クリオファス・ジェームズ牧師〈ジェームス・ブラウン〉、マルヴァーン・ガスペロン〈B.B.キング〉）
- ブレックファースト・オブ・チャンピオンズ（エリオット〈ケン・ハドソン・キャンベル〉）
- ベティ・サイズモア（バラード保安官〈プルイット・テイラー・ヴィンス〉）
- HELP!おたすけエイリアンズ（ボーム）
- 星に想いを（カート・ゴデル）
- 星の王子 ニューヨークへ行く（オーハ〈ポール・ベイツ〉）※日本テレビ版
  - 星の王子 ニューヨークへ行く2[146]
- ボディーハード（セバスチャン）
- ホビットシリーズ（ドーリ〈マーク・ハドロウ〉）
  - ホビット 思いがけない冒険
  - ホビット 竜に奪われた王国
  - ホビット 決戦のゆくえ[147]
- ほぼ300<スリーハンドレッド>（ディリオ〈ジャレブ・ドープレイズ〉）
- マイ・ボディガード（ホルヘ・ゴンザレス）※機内上映版
- マスク（ドイル刑事〈ジム・ドゥーハン〉）※ソフト版
- Mr.ディーズ
- ミスト（オリー・ウィークス〈トビー・ジョーンズ〉）
- メジャーリーグ2（ジョニー〈ランディ・クエイド〉）
- メン・イン・ブラック（マニー、ワーム一号）※ソフト版
- モールおじさんとチョコレート工場（モール〈シュテファン・クルト〉[148]）
- 野獣の瞳（ビー）
- 屋根裏のエイリアン（ネイサン・ピアソン〈アンディ・リクター〉）
- ヨギ & ブーブー わんぱく大作戦（ヨギ〈ダン・エイクロイド〉）
- ラストサマー2（タイタス〈ジャック・ブラック〉）※ソフト版
- ラブ・バッグ/モンテカルロ大爆走（ジルベール、ウェイター）
- リトル・インディアン（ディクソン）
- ルディ/涙のウイニング・ラン（D・ボブ〈ジョン・ファヴロー〉）
- レッド・スコルピオン ※日本テレビ版
- ローマの休日（ヘネシー〈ハートリー・パワー〉[149]）※日本テレビ版2
- ロザンナのために（バッジオ巡査部長）
- ロック、ストック&トゥー・スモーキング・バレルズ（ミッキー〈ロニー・フォックス〉、ゲイリー〈ヴィクター・マクガイア〉）
- ワンス・アポン・ア・タイム・イン・チャイナ 天地黎明（芝居小屋の座長）
- ワンス・アンド・フォーエバー（サヴェージ3等軍曹〈ライアン・ハースト〉）※フジテレビ版
- ワン チャンス（ポール・ポッツ〈ジェームズ・コーデン〉）
- ワン・ナイト・スタンド（フィル〈ジョン・ラッツェンバーガー〉、フロント係〈マイク・フィギス〉）

#### ドラマ
- iCarly（ミカリート〈ダン・シュナイダー〉）
- アウトランダー（サンドリンガム公爵）
- アストリッドとラファエル 文書係の事件録 シーズン1 - シーズン2
- エクスカリバー 聖剣伝説（アボット神父、ボリス卿）
- NCIS: ニューオーリンズ シーズン2 #10（オリヴァー・フレイ）
- NCIS 〜ネイビー犯罪捜査班 シーズン9 #11（エド・スレイター〈ラリー・ミラー〉）
- ALMOST HUMAN/オールモスト・ヒューマン #6（ヘンリー・ミルズ〈ジョナサン・ホルムス〉）
- 俺がハマーだ! シーズン2 #15（ジピー）
- キャシーのbig C いま私にできること（ポール・ジェイミソン〈オリヴァー・プラット〉[150]）
- 恐竜家族
- glee/グリー 踊る♪合唱部!?（フィギンズ校長〈イクバル・セバ〉、ラスティ）
- クリミナル・マインド4 FBI行動分析課（ロスチャイルド）
- 刑事ナッシュ・ブリッジス シーズン2 #3（ラシアス・モンクリフ〈シャイ・マクブライド〉）、#17（P・J・ポラード〈ブラッド・ウィリアム・ヘンケ〉）
- ゴーメンガースト（スウェルター〈リチャード・グリフィス〉）
- コールドケース6（ケヴィン）
- ザ・プラクティス ボストン弁護士ファイル（ジミー・バルッティ〈マイケル・バダルコ〉）
- CSI:9 科学捜査班（ピシャッソ）
- CSI:10 科学捜査班（ヒギンズ・バーナード）
- CSI:NY5（ウォルフォード・ベッシー〈ヴィクター・トグンデ〉）
- 主任警部アラン・バンクス（ティモシー・ランドール、フォルト警部補）
- 新・刑事コロンボ 復讐を抱いて眠れ（フレッド牧師）※WOWOW版
- スーパーナチュラル5 #14「ブラッティ・バレンタイン」（キューピット）
- スタートレック:エンタープライズ（ドクター・フロックス〈ジョン・ビリングズリー〉）
- スペース・レンジャーズ（ミマー博士〈クリント・ハワード〉）
- 蒼穹の昴（玉銘）
- ダイノトピア（伝書鳥〈テリー・ジョーンズ〉）※ソフト版
- タバサ #10（ミネルヴァ留守番サービス〈シドニー・ラシック〉）
- 超音速ヒーロー ザ・フラッシュ（ハリー・ミルグリム〈マット・ランダース〉）※日本テレビ版
- バーン・ノーティス 元スパイの逆襲（バディ〈スティーヴン・W・ベイリー〉、オズワルド）
- パワーレンジャー（アーニー、フィニスター〈ロバート・アクセルロッド〉、TVアナウンサー〈トム・ワイナー〉）
- HAWAII FIVE-0（モリモト〈森本正治〉）
- ふたりは最高!ダーマ&グレッグ シーズン2 #22（ハウイー）
- フレンズ（アパートの管理人）
- BONES シーズン9 #24（ハドリー議員）
- 冒険野郎マクガイバー シーズン1 #3（メシック警部）※追加収録部分
- ホミサイド/殺人捜査課（スタンリー・ボランダー〈ネッド・ビーティ〉）
- マードック・ミステリー 〜刑事マードックの捜査ファイル〜（ルドルフ・サットン）
- マペット放送局（アーティ）
- ミディアム6 霊能者アリソン・デュボア（トレント）
- モビー・ディック（イライジャ〈ブルース・スペンス〉）
- ユーリカ 〜事件です!カーター保安官〜（ヘンリー・ディーゴン〈ジョー・モートン〉）
- ロイヤル・スキャンダル 〜エリザベス女王の苦悩〜

#### アニメ
- アンツ（監督）
- アイス・エイジ（フランク）
- オズ めざせ! エメラルドの国へ（ワイザー[151]）
- おっはよー!アンクル・グランパ（サンタクロース）
- おさるのジョージ（食糧雑貨品店の主人、カルフーン、ベン）
- ガーフィールドと仲間たち（ガーフィールド）※CN版
- ガフールの伝説（トワイライト）
- ガミー・ベアの冒険（タミー〈2代目〉）
- サムライジャック（農民）
- シルベスター&トゥイーティー ミステリー
- シンドバッド 7つの海の伝説（ラット）
- スター・ウォーズ/クローン・ウォーズ (テレビアニメ)（リゴッソー）
- スチュアート・リトル3 森の仲間と大冒険（ビーバー〈チャーリー・アドラー〉）
- ストレンジ・ワールド/もうひとつの世界（ナレーション[152]）
- スペースレンジャー バズ・ライトイヤー（ブースター）
- スマーフ スマーフェットと秘密の大冒険（パパスマーフ）
- タンタンの冒険（サイクロン）
- チップとデールの大作戦（アーノルド、側近3）※新吹き替え版
- ドナルドダックの短編映画シリーズ※BVHE版
  - ドナルドの恐怖の一夜（セールスマン、レスリー・J・クラーク）
  - ドナルドの森林警備隊（上司）
  - ドナルドの自動車旅行（宿泊所の宿主）
  - ドナルドの夢の声（お客A）
- 天官賜福（道士）
- トムとジェリー すくえ!魔法の国オズ（ノーム王）
- トムとジェリー テイルズ
- トランスフォーマーシリーズ
  - ビーストウォーズメタルス 超生命体トランスフォーマー（シカタゴン）
  - 超ロボット生命体 トランスフォーマー プライム（ブライス将軍）
  - トランスフォーマー アドベンチャー（オクトパンチ）
  - トランスフォーマー:ウォー・フォー・サイバトロン・トリロジー（ショックウェーブ[153]）
- トロールズ ミュージック★パワー（ペピー[154]）
- バットマン:ブレイブ&ボールド（ジョン・H・ワトソン）
- バンビ2 森のプリンス（ヤマアラシ）
- ピノキオ 新しい冒険（モンキッキ）
- ピンキー&ブレイン（ボリス・エリツィン、モーリス）
- ピンクパンサー（リトルマン）
- ベン10（ゾンボーゾ）
- ミッキーの王子と少年（ブタ）
- ミュータント・タートルズ（1987年東和ビデオ版）（フィーツ、ヒーンズ教授）
- ミュータント タートルズ（ドーム博士）
- みんなあつまれ!ワンダーパーク（スティーブ）
- モンキーマジック（タイハク）
- モンスターズ・インク（ジョージ・サンダーソン）
  - モンスターズ・ワーク
- ランゴ（メリマック）
- リセス 〜ぼくらの休み時間〜（ガリレオ）
- リトル・マーメイド（乗組員）
- リトル・マーメイド (テレビアニメ)（アンコウ）
- リトル・マーメイドII Return to The Sea（ダッシュ）
- リロ・アンド・スティッチ ザ・シリーズ（ガリレオ）
- ルーニー・テューンズ
- 齢5000年の草食ドラゴン、いわれなき邪竜認定 season2（プラバス）
- レミーのおいしいレストラン（エミール）
- ロバと少年（オークションの男）

### テレビドラマ
- 名探偵キャサリン 「ヘアデザイナー殺人事件」
- 渡る世間は鬼ばかり

### テレビ番組
- いよっ!日本一（NHK総合、ナレーター）
- NHK教育 副音声解説
- NNNニュースプラス1（ナレーター）
- 奇跡体験!アンビリバボー（番組中ドラマ吹き替え）
- ぐるぐるナインティナイン（「脳林寺」ナレーション）
- こだわり人物伝（NHK教育、ナレーター）
- 実録世界のミステリー（声の出演）
- 飛び出せ!定年（NHK総合、ナレーター）
- トリビアの泉 〜素晴らしきムダ知識〜（フジテレビ、トリビアの種）
- 5LDK
- TOKIOカケル（フジテレビ、5LDK時代からのOh!マチガエテーラ ナレーション）
- 林先生が驚く初耳学!（MBS、ナレーター）
- 土曜スペシャル・世界誘拐ファイル カメラが見た!犯行&救出の決定的瞬間スペシャル（ナレーション）
- 探検バクモン（NHK総合、「迎賓館　赤坂離宮」にて声の出演）
- news every.「特集」コーナー（日本テレビ系列 ナレーション）
- レストランバスで行く!大自然丸かじりツアー 〜ニッポン農業の魅力再発見〜（2017年、フジテレビ、ナレーション）
- 荻原兄弟、国道をゆく（2018年1月2日、フジテレビ、ナレーション）
- 史上最強の珍プレー好プレー（ナレーション）
- 土曜スペシャル・大都会の水路で新発見!東京縦断ゴムボート探検隊（2018年7月7日、テレビ東京、ナレーション）

### 特撮
1988年
- 電脳警察サイバーコップ（作業員、研究員、ドーベルマンV109の声、サラマンダーの声）

1996年
- 七星闘神ガイファード（スイミングスクールの生徒の保護者）※俳優として

1997年
- ゴジラアイランド（M宇宙ハンター星雲人の声）
- ビーロボカブタック（スパイドンの声）
  - ビーロボカブタック クリスマス大決戦!!（スパイドン）

1998年
- 星獣戦隊ギンガマン（ブクラテスの声）

2000年
- スターぼうず（田中くんの声）

2009年
- トミカヒーロー レスキューファイアー（三幹部サカエンの声）

2010年
- 天装戦隊ゴセイジャー（ブロブの膜インの声）
  - 天装戦隊ゴセイジャー エピックON THEムービー（ブロブの膜インの声）

2018年
- 快盗戦隊ルパンレンジャーVS警察戦隊パトレンジャー en film（ウィルソンの声）
  - 快盗戦隊ルパンレンジャー＋警察戦隊パトレンジャー 〜究極の変合体!〜（ウィルソンの声）

### CM
- えがおの黒酢CM（ナレーター）
- ショップジャパンCM（ナレーター）
- サントリー「ロコモア」（ナレーター、2018年）
- NTTファシリティーズ（エコロじいの声）※2代目
- コナカ エアーフィット CM（ハンガーの声）
- 積水ハウスCM 「住まいの参観日」（バーバパパ）
- タカラ DX鋼鉄武装アドベンジャー＆飛行要塞デスギャリガン/CM（アドベンジャー）
- ミスタードーナツ「エンゼルテディパン」（エンゼルテディパンの声）
- 三菱鉛筆替芯「HORROR WORLDミニフィギュア」CM（グレゴリー）
- 博水社「ハイサワー」CM（てんぐおじさん）
- ダイドードリンコ「DyDo自販機」[156]
- NEC 家庭用蓄電システム 「夜行性の3匹」篇  (夜行性のフクロウ、夜行性のカブトムシ)[157]
- 宝くじ（永沢君）
- JA（磯野波平）
- 興和「新ぬくぬく当番」（すばやくぬくぬく偏）2017年10月
- 大鵬薬品工業「ソルマック5」（町田先生）※ファミリーマートの店内で放送。

### 舞台・朗読
- 楽屋プロジェクト メイド喫茶の神様（2007年4月13日 - 15日、シアターVアカサカ） - ナレーション
- 怪し会（2008年9月、梅上山 光明寺）
- 怪し会〜弐（2009年9月、浄土宗 得生院）
- 怪し会〜参（2010年8月、松栄山 了法寺）
- 「KILLER IN KILLERS」（スターン神父の声）
- 「舞台 新耳袋」（2010年4月2日 - 6日、シアターグリーン BIG TREE THEATER）
- 元禄音楽劇『黒椿』（2011年7月16日 - 24日、池袋あうるすぽっと）[158]
- 劇団6番シード「ザ・ボイスアクター アニメーション」（2011年11月、テアトルBONBON）（2011年12月、大阪市立芸術創造館） （戸張冊市）
- 怪し会〜肆（2011年9月1日 - 4日、東京都江戸川区 もっとい不動 密蔵院）
- 怪し会〜伍（2012年8月23日 - 26日、東京都江戸川区 もっとい不動 密蔵院）
- 怪し会〜陸（2013年8月22日 - 25日、東京都江戸川区 もっとい不動 密蔵院）
- 怪し会〜茜（2013年11月9日 - 10日、東京都江戸川区 もっとい不動 密蔵院）
- 怪し会in松江（2014年7月27日、島根県松江市 東林寺）
- 怪し会〜漆（2014年8月28日 - 31日、東京都江戸川区 もっとい不動 密蔵院）
- 怪し会〜八雲（2015年8月27日 - 30日、東京都江戸川区 もっとい不動 密蔵院）
- 怪し会in松江（2015年9月12日 - 13日、島根県松江市 洞光寺）
- 怪し会〜黒（2016年7月28日 - 31日、東京都江戸川区 もっとい不動 密蔵院）
- 怪し会 八雲（2016年10月8日 - 9日、島根県松江市 洞光寺）
- 怪し会 白（2017年2月18日 - 19日、東京都江戸川区 もっとい不動 密蔵院）
- 怪し会 八雲2017（2017年9月2日 - 3日、島根県松江市 洞光寺）
- 怪し会 拾（2018年3月28日 - 4月2日、もっとい不動 密蔵院）[159]
- 酒林堂 八雲2018（2018年9月8日 - 9日、島根県松江市 洞光寺）
- 酒林堂 八雲2019（2018年9月7日 - 8日、島根県松江市 洞光寺）
- 酒林堂 鶴（2019年11月2日 - 4日、もっとい不動 密蔵院）
- 酒林堂 八雲2023（2023年10月28日 - 29日、島根県松江市 洞光寺）

### その他のコンテンツ
- カイジ(パチスロ)（大槻）
- 激戦タラワ〜日米将兵の再会（ヒストリーチャンネル、元米兵の吹き替え）
- CRおそ松くん（ダヨーン、父さん）[注 3]
- 東京ディズニーランド
  - バズ・ライトイヤーのアストロブラスター（スターコマンドの助けを呼ぶ声）
  - モンスターズ・インク“ライド&ゴーシーク!”（ジョージ）
- 白浜エネルギーランド（エネルギー博士）
- livedoor Net Anime 暗黒キャット episode-3 『暗黒キャットと誕生日の夜』（おじさん）
- アメイジング・アドベンチャー・オブ・スパイダーマン（スクリーム）
- CRドラム黄門ちゃま・超寿 またまたゴチでやんす!（黄門ちゃま）
- こどもちゃれんじぷち/こどもちゃれんじぽけっと（ぱんだ）
- タニサケ「ゴキブリキャップ」（ゴキゴロー）
- スペオペ!（ミール）